# Antonio Estrada y González Guiral
Antonio Estrada y González Guiral (Cadis, març de 1798 - Madrid, 11 de juliol de 1869) fou un marí i polític espanyol, darrer ministre de Marina durant el regnat d'Isabel II d'Espanya.

## Biografia
Fill de Nicolás de Estada y Posada, tinent general de l'Armada Espanyola. El 1811 va obtenir el grau de guardiamarina a Cartagena; el 1819 ascendí a alferes de navili i destinat a la posta de l'Havana. El 1824 va embarcar a l'Aquiles i destinat al Callao fins a la rendició del virrei Laserna a les tropes d'Antonio José de Sucre. El 1825 fou destinat a les Filipines i en tornar el 1827 fou ascendit a tinent de navili. El 1836 fou ascendit a capità de fragata i enviat novament a Cuba. El 1843 ascendí a capità de navili i enviat en missió a Uruguai. El 1846 ascendí a brigadier i és nomenat comandant general de guardacostes. El 1853 fou nomenat cap d'esquadra i cap del Departament del Ferrol fins a 1856.
L'agost de 1863 va ascendir a tinent general i en desembre de 1864 fou nomenat Senador Vitalici. En 1867 fou nomenat president de la Junta Consultiva i Directiva de l'Armada Espanyola i en setembre de 1868 fou l'últim Ministre de Marina durant el regnat d'Isabel II d'Espanya.
Després de la revolució de 1868 es va retirar de l'Armada i s'establí a Madrid, on va morir l'11 de juliol de 1869.